# Ofensiva de Montenegro de 1942
La Ofensiva de Montenegro de 1942 fue una operación de contrainsurgencia dirigida por Italia de la Segunda Guerra Mundial, que tuvo como objetivo a los partisanos yugoslavos en el Estado Independiente de Montenegro y la región oriental de Herzegovina, parte del Estado Independiente de Croacia. Se llevó a cabo desde mediados de mayo hasta junio de 1942, con la participación de los chetniks del bando italiano. Junto con la Operación Trio comprende lo que se conoció como la Tercera Ofensiva Enemiga en la historiografía yugoslava.
La ofensiva resultó en la expulsión de casi todos los partisanos de Montenegro y del este de Herzegovina.